# Sindrome astenica
Sindrome astenica (in russo Астенический синдром?, Asteničeskij sindrom) è un film del 1989 diretto da Kira Muratova.

## Riconoscimenti
Presentato al 40º Festival internazionale del cinema di Berlino (1990) è stato premiato con l'Orso d'argento, gran premio della giuria.